# James Humphreys (Leichtathlet)
James Humphreys (* 8. Oktober 1927) ist ein ehemaliger australischer Sprinter und Mittelstreckenläufer.
Bei den British Empire Games 1950 in Auckland schied er über 440 Yards im Halbfinale und über 880 Yards im Vorlauf aus und siegte mit der australischen 4-mal-440-Yards-Stafette.